# Entypoma robustator
Entypoma robustator är en stekelart som beskrevs av Aubert 1968. Entypoma robustator ingår i släktet Entypoma och familjen brokparasitsteklar. Inga underarter finns listade i Catalogue of Life.